# جودي ماري
جودي ماري (بالإنجليزية: Jodie Marie)‏ هي مغنية وكاتبة غنائية بريطانية، ولدت في 12 يونيو 1991 في ويلز في المملكة المتحدة.

## وصلات خارجية
- الموقع الرسمي
- جودي ماري على موقع ميوزك برينز (الإنجليزية)
- جودي ماري على موقع أول ميوزيك (الإنجليزية)
- جودي ماري على موقع ديسكوغز (الإنجليزية)